# Unexquádio
Unhexquádio, também chamado de Eka-copernício (devido a suas propriedades presumivelmente semelhantes às do elemento copernício) ou simplesmente Elemento 164, é o elemento químico ainda não descoberto representado pelo símbolo temporário Uhq, possuindo número atômico 164 (164 prótons e 164 elétrons).  Calculos e predições teóricas apontam que este será o último elemento do oitavo período da Tabela Periódica, que terminará abruptamente no grupo 12, e os elementos após o Uhq iniciariam o nono período. O elemento ainda não foi sintetizado e não se tem previsão de quando será obtido. Em razão de seu elevado número atômico e massa atômica, sua síntese é impossível de ser realizada com a tecnologia atual.

## Interesse científico
Este elemento desperta um grande interesse na comunidade científica, em primeiro lugar por fazer parte teoricamente de uma segunda ilha de estabilidade, o que significa que este elemento será consideravelmente estável frente a decaimentos radioativos; e segundo por ser um elemento bastante anômalo química e fisicamente. Embora uma extrapolação na classificação dos elementos o colocaria no grupo 14, cálculos teóricos predizem que ele pertencerá ao grupo 12. Simulações computacionais apontam que os orbitais 9s e os dois primeiros espaços do 9p (9p1/2) serão preenchidos antes dos quatro últimos espaços do 8p (8p3/2), fazendo com que o oitavo período termine abruptamente em Uhq (cuja configuração termina em 8s2 8p2), quebrando a tabela periódica neste ponto. O elemento seguinte, unhexpêntio (Uhp, 165), será um metal alcalino ao invés de um elemento do grupo 13, e primeiro elemento do período 9 da tabela periódica (configuração eletrônica: 8s2 8p2 9s1).

## Propriedades preditas
| Propriedade                   | 157          | 158          | 159          | 160          | 161          | 162          | 163          | 164             | 165          | 166          |
| ----------------------------- | ------------ | ------------ | ------------ | ------------ | ------------ | ------------ | ------------ | --------------- | ------------ | ------------ |
| Massa atômica relativa        | [448]        | [452]        | [456]        | [459]        | [463]        | [466]        | [470]        | [474]           | [477]        | [481]        |
| Grupo                         | 3 (5)        | 4 (6)        | 5 (7)        | 6 (8)        | 7 (9)        | 8 (10)       | 9 (11)       | 10 (12, 14, 18) | 11 (1, 13)   | 12 (2, 14)   |
| Configuração eletrônica       | 7d3          | 7d4          | 7d4 9s1      | 7d5 9s1      | 7d6 9s1      | 7d7 9s1      | 7d8 9s1      | 7d10            | 7d10 9s1     | 7d10 9s2     |
| Estados de oxidação estáveis  | +3           | +4           | +1           | +2           | +3           | +4           | +5           | +2, +4, +6      | +1, +3       | +2           |
| Primeira energia de ionização | 453.5 kJ/mol | 521.0 kJ/mol | 337.7 kJ/mol | 424.5 kJ/mol | 472.8 kJ/mol | 559.6 kJ/mol | 617.5 kJ/mol | 685.0 kJ/mol    | 521.0 kJ/mol | 627.2 kJ/mol |
| Raio atômico                  | 163 pm       | 157 pm       | 152 pm       | 148 pm       | 148 pm       | 149 pm       | 152 pm       | 158 pm          | 250 pm       | 200 pm       |
| Densidade                     | 28 g/cm3     | 30 g/cm3     | 33 g/cm3     | 36 g/cm3     | 40 g/cm3     | 45 g/cm3     | 47 g/cm3     | 46 g/cm3        | 7 g/cm3      | 11 g/cm3     |
Apesar de uma simples extrapolação da tabela periódica colocar o elemento 164 no grupo 14 (família 4A), logo abaixo do fleróvio, os efeitos quânticos relativísticos farão com que os primeiros dois espaços do orbital 8p (8p1/2) sejam preenchidos ao mesmo tempo que os orbitais 5g e 6f dentro da série dos superactinídeos, de modo que esta série tenha dois elementos a mais do que o que seria esperado e, portanto, os elementos seguintes acabem por ser deslocados dois grupos para trás do grupo ao qual deveriam pertencer considerando uma simples extrapolação das leis periódicas, desobedecendo, portanto, a Regra de Mandelung. Os cálculos relativísticos de Dirac-Fock predizem que o elemento 164 pertencerá ao grupo 12, e não ao 14, colocando-o embaixo do copernício ao invés do fleróvio. É previsto que o unhexquádio tenha uma configuração eletrônica [Og] 5g18 6f14 7d10 8s2 8p2
1/2, e em razão de esses dois últimos orbitais da oitava camada serem relativisticamente estabilizados tornando-se inertes, o elemento apresentará uma configuração eletrônica estável, o que o tornará um metal pouco reativo, com certas propriedades de gases nobres. O unhexquádio metálico deve ter uma energia coesiva muito grande (entalpia de cristalização) devido às suas ligações covalentes, provavelmente resultando em um alto ponto de fusão. No estado metálico, o elemento 164 deve ser bastante nobre e análogo ao paládio e à platina. Fricke et al. sugeriram algumas semelhanças formais com o oganessônio, pois ambos os elementos têm configurações de camada fechada e energias de ionização semelhantes, embora observem que, embora oganessônio seja um gás nobre muito ruim, o elemento 164 seria um bom metal nobre.
O unhexquádio será presumivelmente um metal pouco reativo, com uma superfície brilhante e resistente à oxidação semelhante à da platina, macio como o mercúrio no estado sólido, mas com um ponto de fusão relativamente alto, como é previsto para se ligar covalentemente. Sua primeira energia de ionização estimada é prevista em torno de 685 kJ/mol, comparável à do molibdênio. Unhexquádio metálico também é previsto para ser um elemento com uma densidade bastante elevada, em torno de 46g/cm³, mais do que o dobro da do ósmio, o elemento mais denso conhecido. Isto decorre do fato de seu raio atômico consideravelmente pequeno de 158 pm, comparável ao do magnésio muito mais leve, que se deve às contrações dos blocos g e f.
Os orbitais 8s e 8p1/2 são preditos para serem tão fortemente estabilizados relativisticamente que se tornam elétrons inertes e não participam de reações químicas, ao contrário dos elementos anteriores do grupo 12, no qual os elétrons s se comportam como elétrons de valência. No entanto, espera-
se que os níveis 9s e 9p1/2 estejam prontamente disponíveis para hibridização e ligação, de
modo que o unhexquádio deve ainda comportar-se quimicamente como um metal de transição normal. Uhq deverá ser um ácido de Lewis "mole". Os cálculos prevêem que os
elétrons 7d do unhexquádio devem participar muito facilmente em reações químicas, de modo que o elemento deve ser capaz de
mostrar estados de oxidação 0, +6 e +4 além do estado normal +2 em soluções aquosas com
ligantes fortes. O Uhq deve assim ser capaz de formar compostos com nox zero como Uhq(CO)4, Uhq(
PF3)4 (ambos tetraédricos) e Uhq(CN)2-
2 (linear), que é um comportamento
muito diferente do que o do chumbo, no grupo 14. Deste modo, o Uhq deverá ser um homólogo mais pesado do copernício, devido aos efeitos
relativísticos. Ele também deve ter algumas semelhanças com os gases nobres, em especial com o oganessônio, bem como com os outros elementos do grupo 12. Uhq deve também apresentar uma química muito sui generis, que mistura características dos grupos 10, 12, 14 e 18. [carece de fontes?]